# 大沙東駅
大沙東駅（だいさひがしえき）は、中華人民共和国広東省広州市黄埔区大沙東路と鎮東路の交差点にある広州地下鉄5号線及び7号線の駅である。

## 歴史
- 2009年12月28日：5号線の駅として開業[1]。
- 2023年12月28日：7号線の開業により、乗り換え駅となる[2]。

## 駅構造
両線とも島式ホーム1面2線を有する地下駅。5号線ホームは大沙東路りの、7号線ホームは鎮東路りの地下にある。

### のりば
| 番線                   | 路線    | 行先                   |
| ---------------------- | ------- | ---------------------- |
| 5号線ホーム（地下3階） |         |                        |
| 1                      | ■ 5号線 | 黄埔新港方面           |
| 2                      | ■ 5号線 | 広州駅・滘口方面       |
| 7号線ホーム（地下4階） |         |                        |
| 3                      | ■ 7号線 | 燕山方面               |
| 4                      | ■ 7号線 | 広州南駅・美的大道方面 |

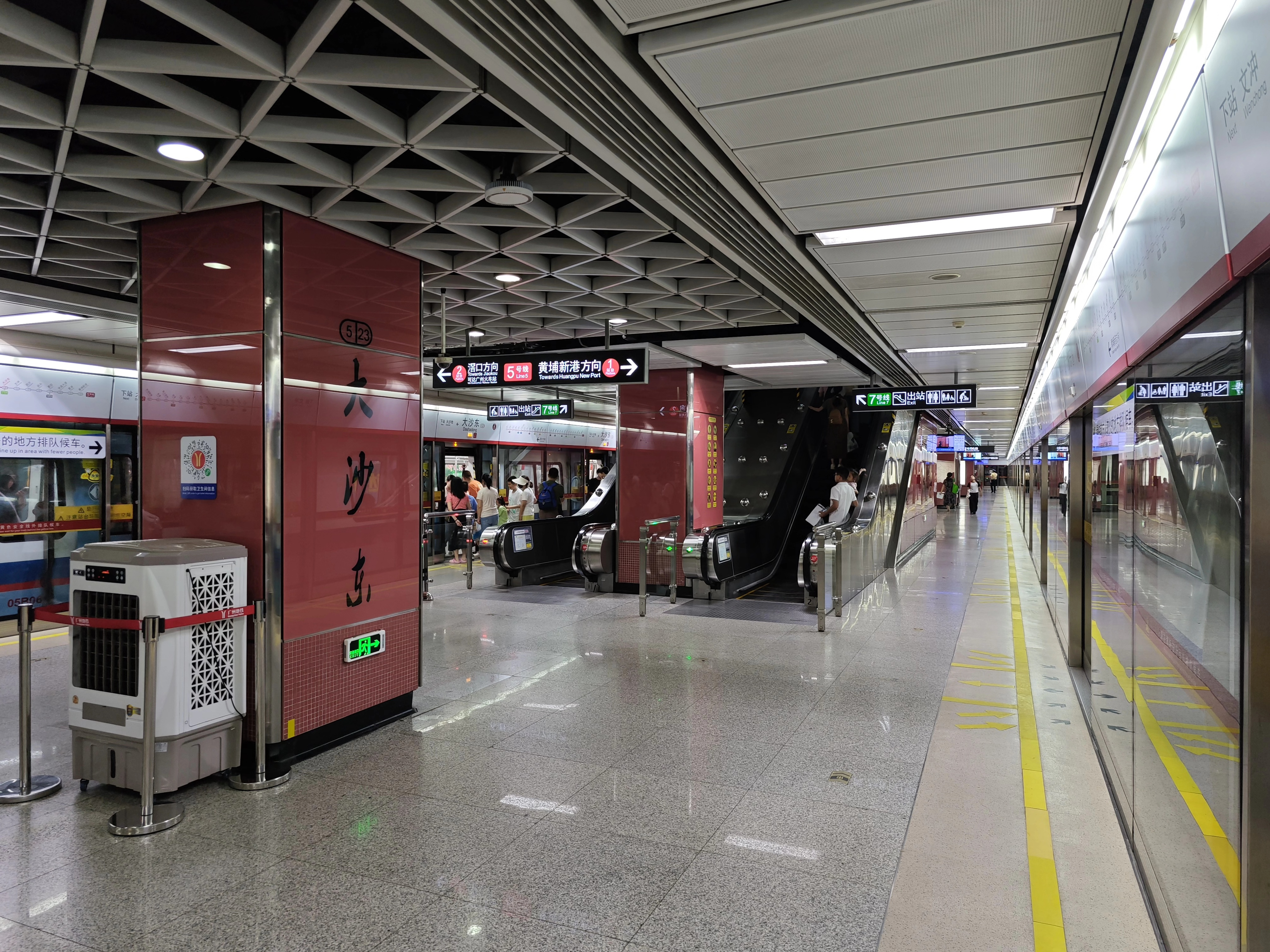
5号線ホーム
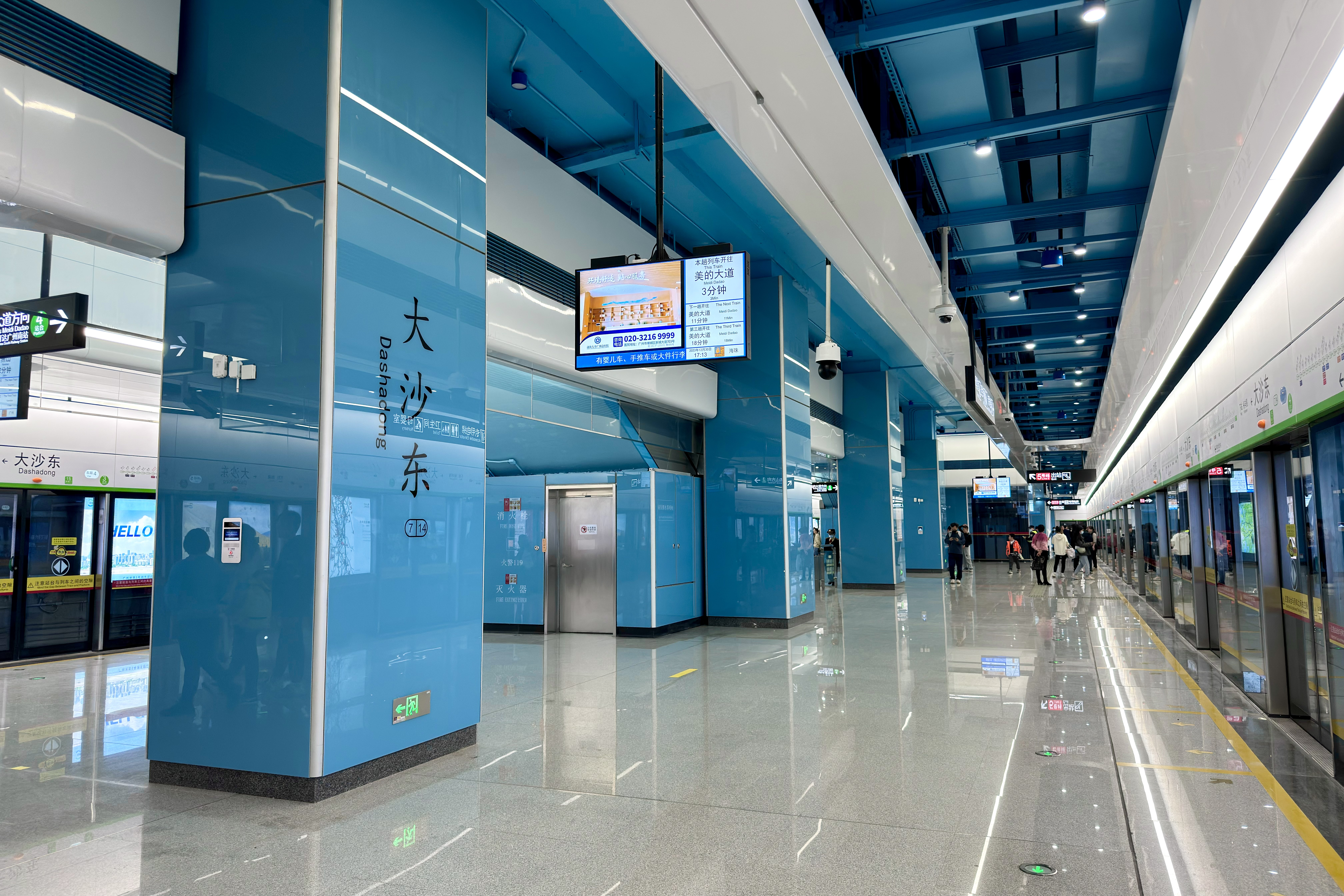
7号線ホーム
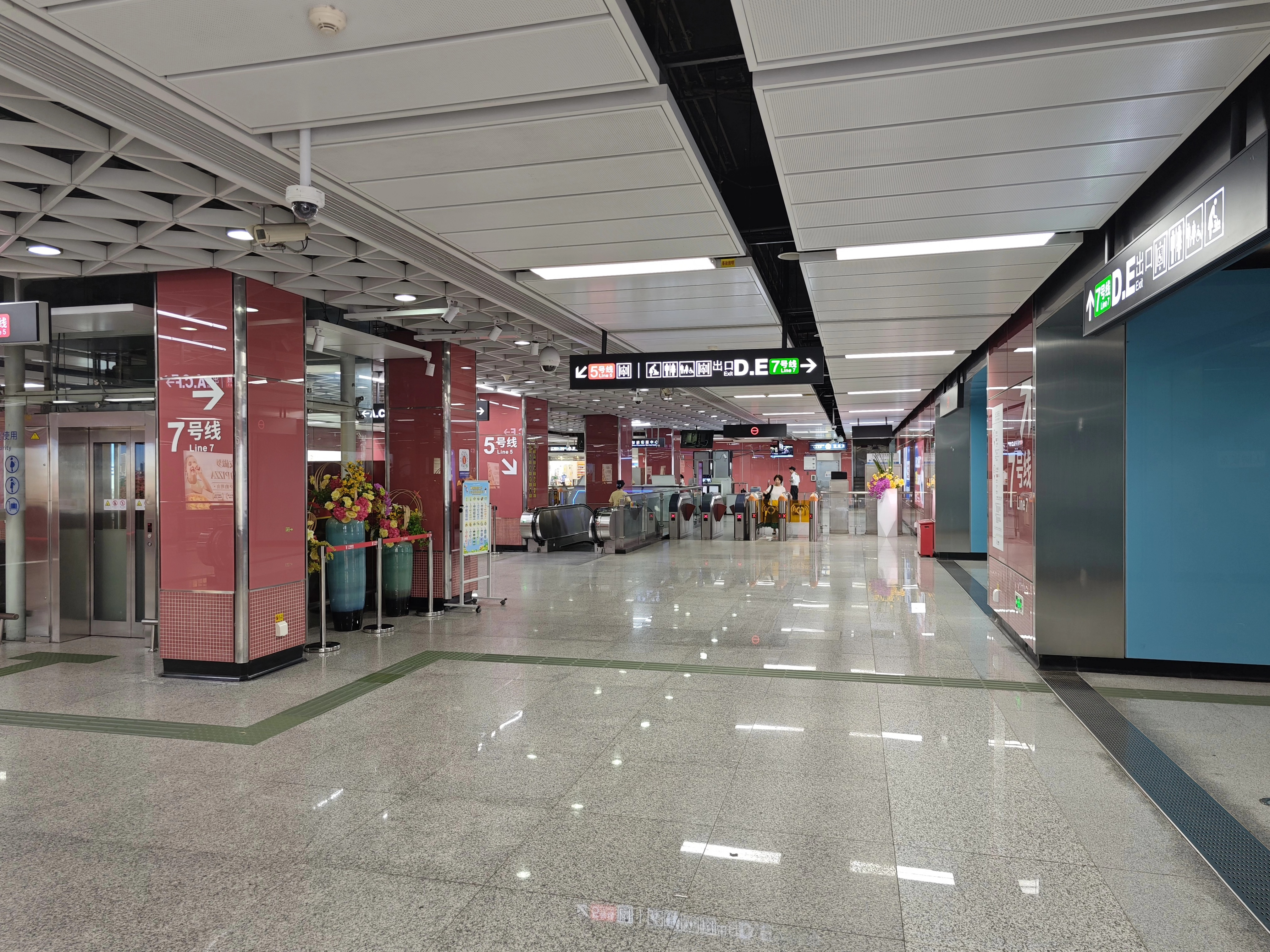
5号線コンコース
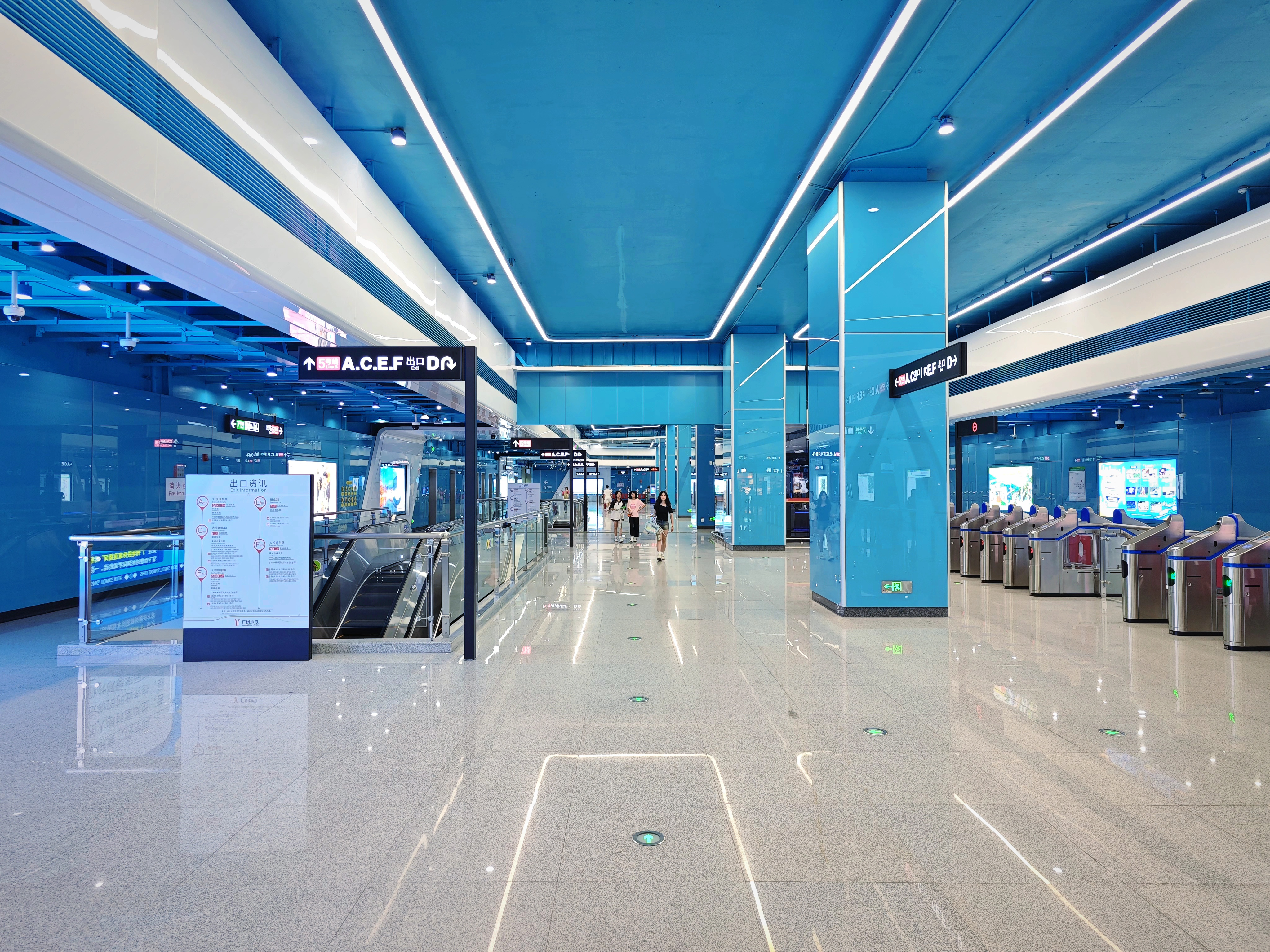
7号線コンコース
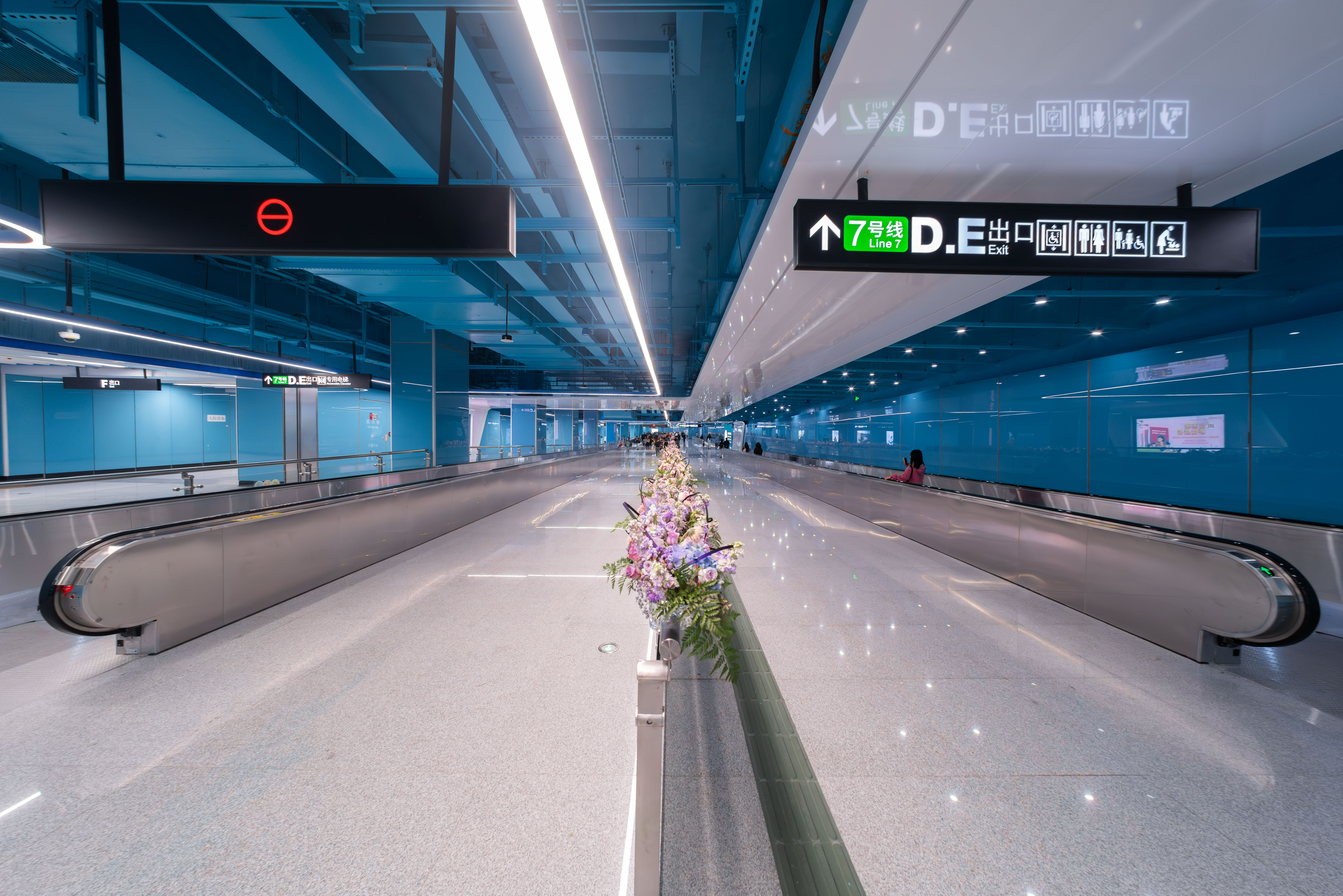
乗換通路

## 駅周辺
- 新景楼
- 新渓苑小区
- 新安苑
- 黄埔海関
- 保利中誉広場
- 石化小区
- 大田花園
- 黄埔茘枝公園
- 駿鴻苑
- 楽苑
- 広州市黄埔区人民法院（東院区）
- 大沙地東小区

## 隣の駅
広州地下鉄
■ 5号線
大沙地駅 522 - 大沙東駅 523 - 文沖駅 524
■ 7号線
裕豊囲駅 712 - 大沙東駅 714 - 姫堂駅 713